# Centralwings
Centralwings (mã IATA = C0, mã ICAO = CLW) là hãng hàng không giá rẻ của Ba Lan, trụ sở ở Warszawa. Đây là hãng phụ thuộc của LOT Polish Airlines, có các tuyến đường quốc tế trong châu Âu, sử dụng các máy bay Boeing 737. Căn cứ chính của hãng ở Sân bay Frederic Chopin Warszawa, với các căn cứ khác ở Sân bay Lech Wałęsa Gdańsk và Sân bay quốc tế John Paul II Kraków-Balice.
Có tin đồn rằng Centralwings sẽ đóng cửa trong vài tháng tới  Lưu trữ ngày 10 tháng 5 năm 2008 tại Wayback Machine.

## Lịch sử
Centralwings được thành lập tháng 12/2004 và bắt đầu hoạt động từ tháng 2/2005. Centralwings, như tên gợi ý, chủ yếu cạnh tranh trong thị trường Trung Âu, đặc biệt là Ba Lan, với 1 đội máy bay Boeing 737 của LOT Polish Airlines.

## Các nơi đến

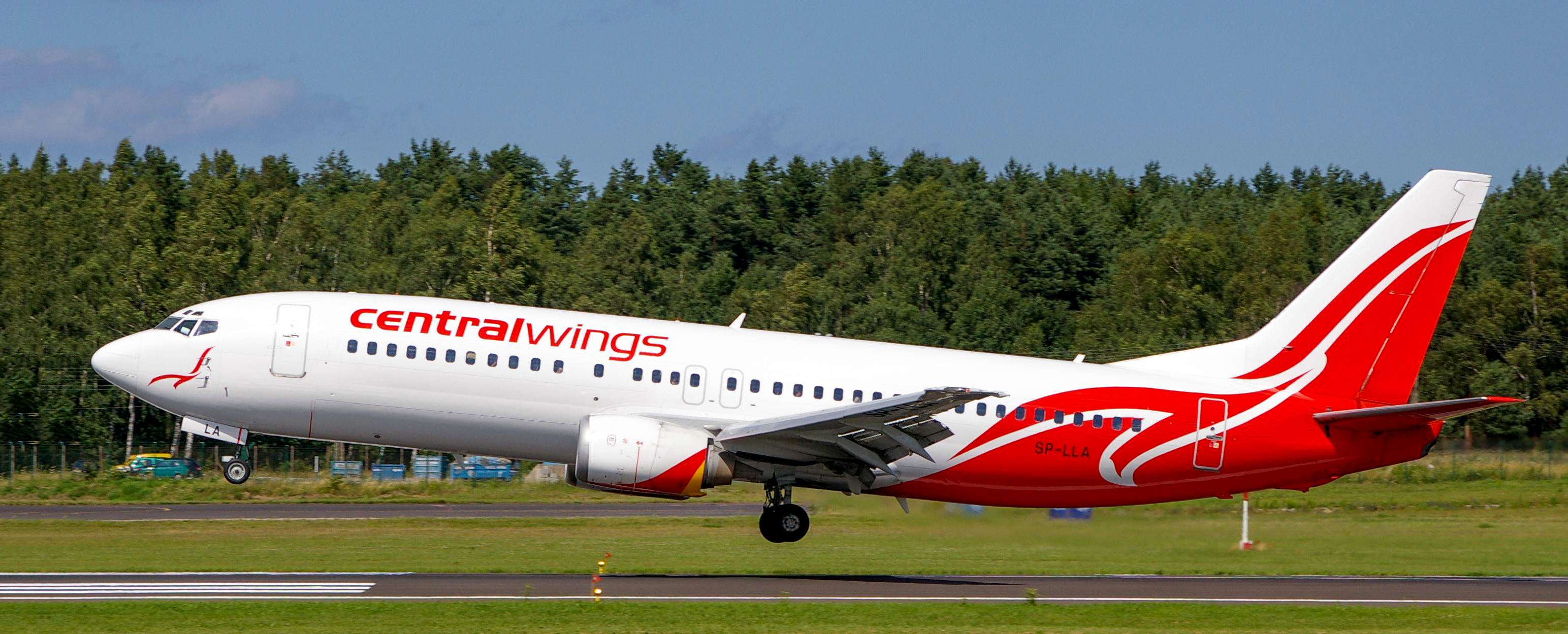
Máy bay Boeing 737-400 của Centralwings

- Bulgaria
  - Varna
- Croatia
  - Dubrovnik
- Pháp
  - Lille
- Hy Lạp
  - Athens
  - Heraklion
  - Rhodes
  - Thessaloniki
- Ireland
  - Dublin
- Ý
  - Bologna
  - Catania
  - Roma
- Hà Lan
  - Amsterdam
- Na Uy
  - Haugesund
- Ba Lan
  - Gdańsk
  - Kraków
  - Poznań
  - Warszawa
  - Wrocław
- Bồ Đào Nha
  - Faro
  - Lisbon
- Tây Ban Nha
  - Barcelona
  - Palma de Mallorca
- Vương quốc Anh
  - Scotland
    - Edinburgh

  - Anh quốc
    - London

## Đội máy bay
(Ngày 10.7.2008) :
- 3 Boeing 737-300
- 9 Boeing 737-400
- 1 McDonnell Douglas MD-83 (do MAP Jet điều hành)

Tới ngày 10.7.2008]], tuổi trung bình các máy bay của Centralwings là 13 năm ().